# 海上白云观
海上白云观是位于上海市黄浦区的一座道观，属于道教的分支全真道。

## 历史
在清清同治二年（1862）始建，原址位于西林后街，2002年後搬遷至黄浦区大境路239号。
现在是上海道教协会和道教文化研究中心的所在地，现有建筑灵宫殿、灵宵金殿、老君堂、雷祖殿等，还有七尊明代铜像。